# Дубова Роща (Калінінградська область)
Дубова Роща (рос. Дубовая Роща) — селище Нестеровського району, Калінінградської області Росії. Входить до складу Чистопрудненського сільського поселення.
Населення —  196 осіб (2015 рік). 

## Населення
| 2002 | 2010 |
| ---- | ---- |
| 200  | ↘196 |